# کانال دریایی (سن پترزبورگ)

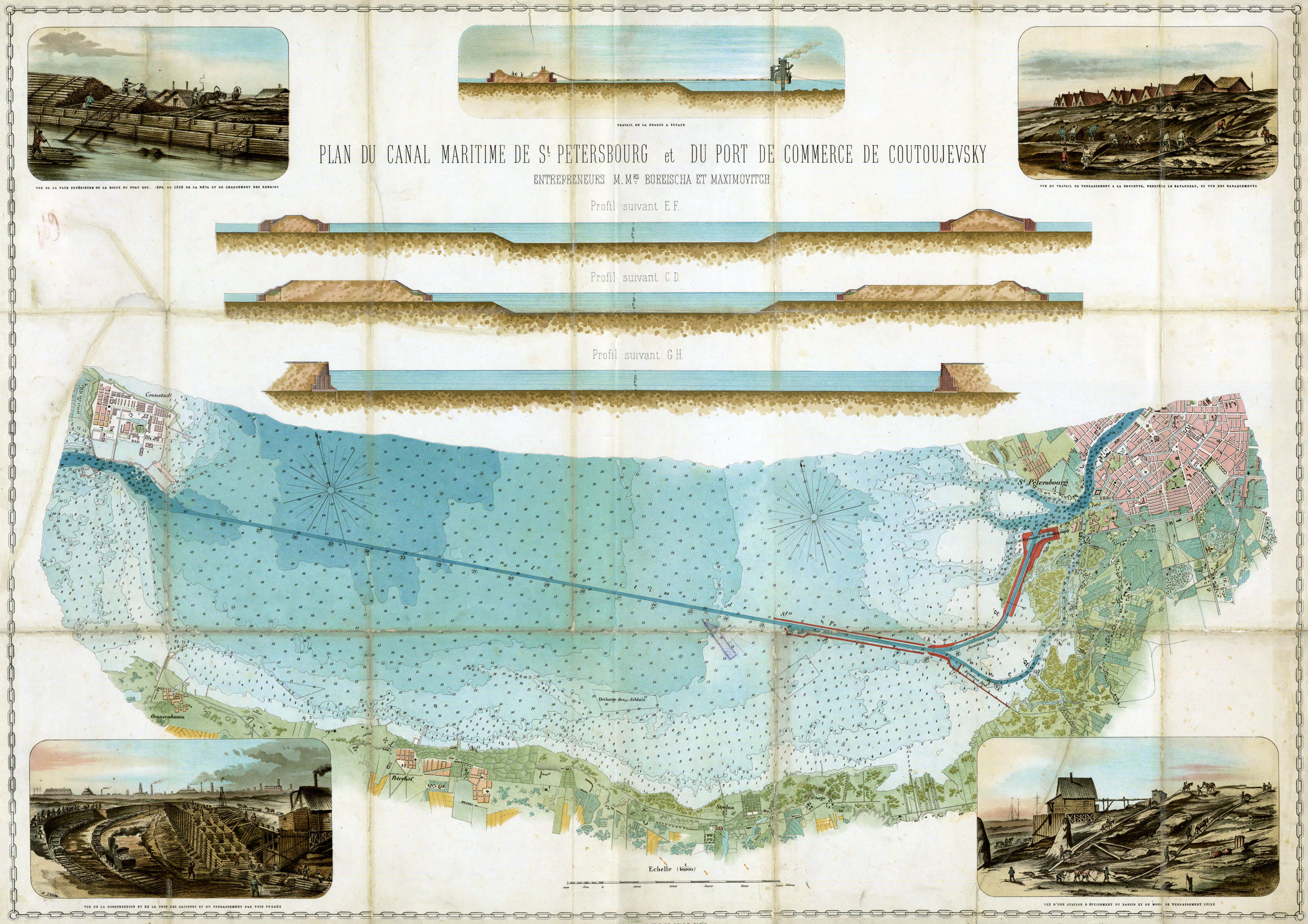

کانال دریایی (به روسی: Морской канал) یک مسیر آبی مصنوعی در خلیج نوا است که از دهانه رودخانه نوا بزرگ تا جزیره کوتلین کشیده شده است. این کانال برای عبور کشتی‌ها به بندر بزرگ سنت پترزبورگ طراحی شده است. در این کانال کشتی‌ها می‌توانند با آبخور حداکثر ۱۱ متر (در آب شیرین)، طول حداکثر ۳۲۰ متر و عرض حداکثر ۴۲ متر حرکت کنند. در ساحل پایگاه لنگرگاه مولای جنگلی در بندر سنت پترزبورگ، مئیاک پشتیبان کانال دریایی سنت پترزبورگ - مواجهه قرار دارد که چهارمین فانوس دریایی «سنتی» بلندترین در جهان است، الگو:Iw با ارتفاع ۷۳ متر و بلندترین فانوس دریایی رهنما (یعنی حتماً باید در کنار یکدیگر کار کند) در جهان است.